# Greg Bear
Gregory Dale "Greg" Bear, född 20 augusti 1951 i San Diego, Kalifornien, död 19 november 2022 i Seattle, Washington, var en amerikansk science fiction-författare. Han var svärson till science fiction-författaren Poul Anderson.
Hans stil är snarlik cyberpunken i det att hans berättelser ofta utspelar sig relativt nära nutiden, men i berättelsens upplägg är de mer lika traditionell science fiction.

## Priser, utmärkelser och utnämningar
1983 belönades han med Nebulapriset för kortromanen Hardfought och långnovellen Blood Music, 1986 för novellen Tangents, 1994 för romanen Moving Mars och 2000 för romanen Darwin's Radio. Han har också belönats med Hugopriset.

### Serier
- Eon-serien
  - Eon (1985)
  - Eternity (1988)
  - Legacy (1995)
- The Forge of God series:
  - The Forge of God (1987)
  - Anvil of Stars (1992)
- En grupp löst sammanhängande romaner med vissa gemensamma nämnare:
  - Queen of Angels (1990)
  - Heads (1990)
  - Moving Mars (1993)
  - / (aka Slant) (1997)

### Övriga verk
- Psychlone (1979)
- Hegira (1979)
- Beyond Heaven's River (1980)
- The Strength of Stones (1981)
- The Wind From a Burning Woman (1983)
- The Infinity Concerto (1984)
- Blood Music (1985)
- Strength of Stones (1986)
- The Serpent Mage (1986)
- The short story: "Tangents" (1986)
- Sleepside Story (1988)
- A collection of short stories, Tangents (1989)
- The Venging (1992 - ?)
- Songs of Earth and Power (1994), samlingsvolym av The Infinity Concerto och The Serpent Mage.
- New Legends (1995)
- Foundation and Chaos (1998), fortsättning på Isaac Asimovs stiftelseböcker.
- Dinosaur Summer (1998)
- Darwin's Radio (1999)
- Rogue Planet (2000), ingår i Star Wars-serien.
- Vitals (2002)
- W3 Women in deep time (2003)
- Darwin's Children (2003)
- Dead Lines (2004)
- Halo: Cryptum (2011)